# When They See Us
When They See Us ist eine US-amerikanische Miniserie des Video-on-Demand-Dienstes Netflix aus dem Jahr 2019. Sie basiert auf den wahren Ereignissen rund um die Vergewaltigung einer Joggerin im New Yorker Central Park und den damit zusammenhängenden Festnahmen fünf unschuldiger, jugendlicher Tatverdächtiger im Jahr 1989, den „Central Park Five“. Die Idee und das Drehbuch für die Serie stammen von Ava DuVernay, die auch bei allen vier Folgen Regie führte.

## Handlung
Die 13- bis 16-jährigen Protagonisten der Serie, Kevin Richardson, Antron McCray, Yusef Salaam, Korey Wise und Raymond Santana werden verdächtigt, die Vergewaltigung der 28-jährigen Joggerin Trisha Meili begangen zu haben. Die Serie verfolgt dabei die Vernehmungen und Gerichtsverhandlungen der fünf Jugendlichen und das Leben ihrer Familien nach deren unrechtmäßiger Verurteilung. Die dritte Folge der Miniserie zeigt die Protagonisten nach ihrer Entlassung aus dem Gefängnis und die Schwierigkeiten bei der Wiedereingliederung in die Gesellschaft.
Die finale Folge befasst sich vor allem mit der Figur Korey Wise, der als einziger der Beschuldigten nicht in einer Jugendstrafanstalt untergebracht wurde und stattdessen, im Alter von 16 Jahren, wie ein Erwachsener verurteilt wurde. Als sich gegen Ende der Serie der wahre Vergewaltiger zu erkennen gibt, werden die Urteile der fünf Männer aufgehoben, die mittlerweile ihre gesamten Haftstrafen abgesessen hatten.

## Hintergrund und Idee
Nach der Vergewaltigung der damals 28-jährigen Trisha Meili im New Yorker Central Park im Jahr 1989 waren nach kurzer Suche fünf latein- und afroamerikanische Jugendliche zwischen 14 und 16 Jahren für die Tat verantwortlich gemacht worden: Yusef Salaam, Antron McCray, Raymond Santana, Kevin Richardson und Korey Wise, die später die „Central Park Five“ genannt wurden. Ohne rechtskundige Eltern oder Rechtsbeistände legten die Jugendlichen unter dem Druck der Beamten Geständnisse ab und wurden trotz fehlender Beweise verurteilt.

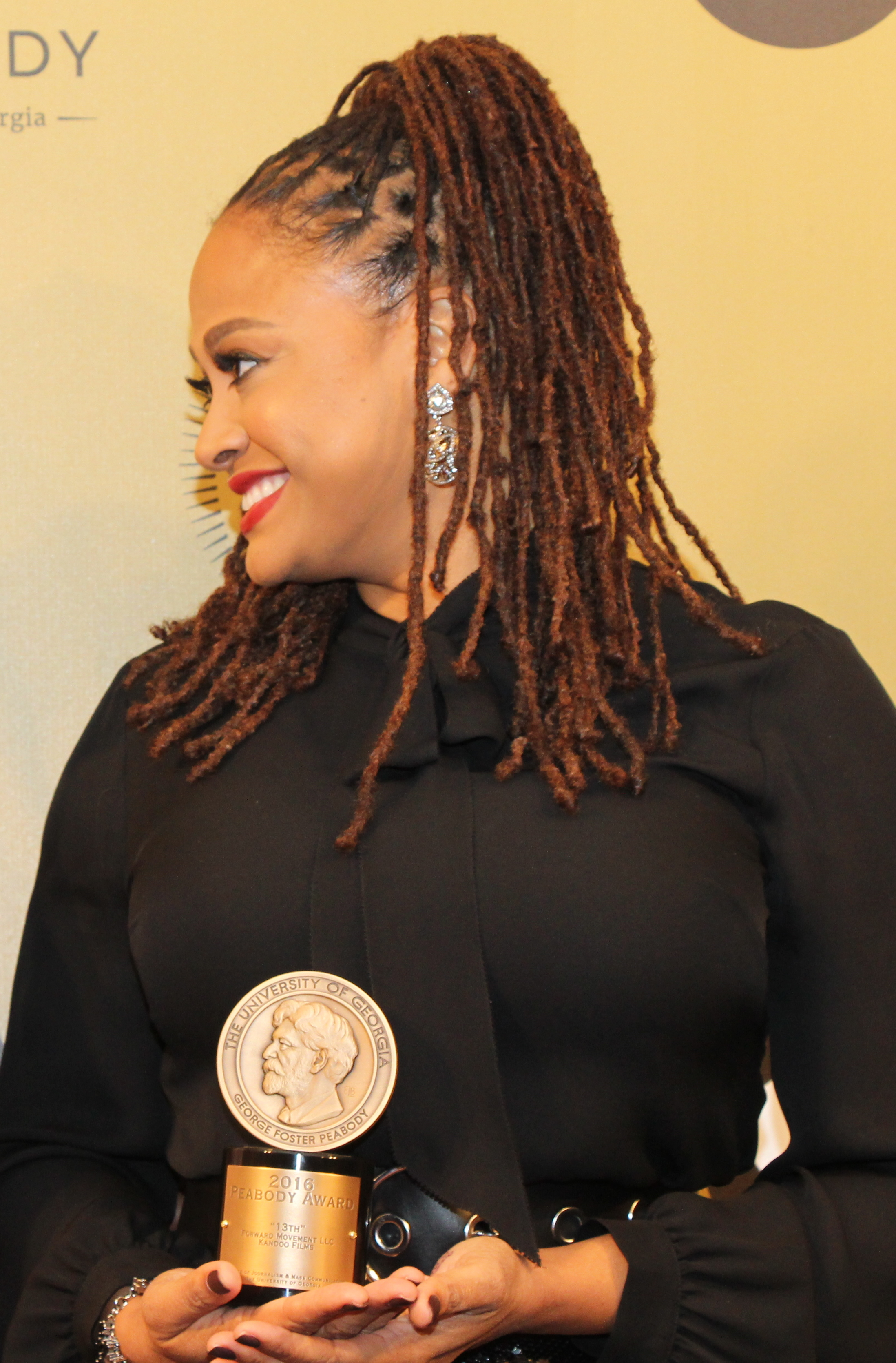
Das Drehbuch und die Idee für die Serie stammen von Ava DuVernay

Der spätere US-Präsident Donald Trump hatte sich zu der angeblichen Vergewaltigung gegenüber PBS wie folgt geäußert: „You better believe that I hate the people that took this girl and raped her brutally. You better believe it.“ Er hatte die Todesstrafe für die fünf Jugendlichen gefordert. Vor dem Gerichtsverfahren hatte Trump in den großen New Yorker Tageszeitungen mit ganzseitigen Anzeigen für die Wiedereinführung der Todesstrafe im Bundesstaat New York geworben. Er beharrte noch als Präsidentschaftskandidat 2016 auf der Schuld der „Central Park Five“ und hält die Entlastung der fünf Männer für einen Fehler.
Linda Fairstein, die Bezirksstaatsanwältin von New York, hatte die fünf Jugendlichen von Anbeginn verdächtigt und die Strafverfolger zu zweifelhaften Methoden gedrängt. Insgesamt hatte sie in ihrem Leben 25 Jahre lang Serienvergewaltiger, Sexmörder und Sadisten verfolgt und sich in der Opferbetreuung engagiert. Nachdem sich Anfang des Jahrtausends, 14 Jahre nach dem Ereignis, der wirkliche Täter Matias Reyes stellte, wurden die Fehlurteile 2002 aufgehoben.
Bereits im Jahr 2012 befasste sich der Dokumentarfilm The Central Park Five mit dem Skandal. Der Bundesstaat New York geriet unter Druck und entschädigte die fünf Justizopfer 2014, nach einem jahrelangen Zivilprozess. Die unschuldig inhaftierten, mittlerweile erwachsenen Männer erhielten insgesamt eine Entschädigung in Höhe von 41 Millionen US-Dollar.
Ava DuVernay selbst, von der Idee und das Drehbuch für die Serie stammen und die bei allen vier Folgen Regie führte, haben zwei Oscar-nominierte Filme bekannt gemacht, die Dokumentation Der 13. aus dem Jahr 2016 über die Abschaffung der Sklaverei und das Martin-Luther-King-Drama Selma aus dem Jahr 2014. Die „echten“ Fünf wirkten beratend an der Serie mit und arbeiteten eng mit den jungen Schauspielern zusammen, die sie verkörpern.

## Besetzung und Synchronisation
Jharrel Jerome verkörpert in der Rolle von Korey Wise als einziger Schauspieler einen der fünf Verurteilten sowohl als Jugendlichen als auch als Erwachsenen. Wise war der Älteste der fünf und war in wechselnden Gefängnissen teils brutalen Bedingungen ausgesetzt. Der junge Kevin Richardson wird von Asante Blackk gespielt, der erwachsene von Justin Cunningham. Antron McCray wird in jungen Jahren von Caleel Harris verkörpert, als Erwachsener von Jovan Adepo. Ethan Herisse übernahm die Rolle des jungen Yusef Salaam, der später von Chris Chalk gespielt wird. Marquis Rodriguez und Freddy Miyares spielen die jüngere und ältere Version von Raymond Santana. Die für einen Oscar nominierte Schauspielerin Felicity Huffman spielt Linda Fairstein, die Bezirksstaatsanwältin von New York. Das Vergewaltigungsopfer Trisha Meili wird von Alexandra Templer verkörpert.
Die Synchronisation der Serie wurde bei der Berliner Synchron nach einem Dialogbuch von Frank-Michael Helmke und unter der Dialogregie von Bianca Krahl und Victoria Sturm erstellt.

### Hauptdarsteller
| Rollenname                   | Schauspieler           | Synchronsprecher         |
| ---------------------------- | ---------------------- | ------------------------ |
| Kevin Richardson             | Asante Blackk          | Cedric Eich              |
| Kevin Richardson (erwachsen) | Justin Cunningham      | Wanja Gerick             |
| Antron McCray                | Caleel Harris          | Philip Süß               |
| Antron McCray (erwachsen)    | Jovan Adepo            | Tobias Müller            |
| Yusef Salaam                 | Ethan Herisse          | Sebastian Fitzner        |
| Yusef Salaam (erwachsen)     | Chris Chalk            | Fabian Heinrich          |
| Korey Wise                   | Jharrel Jerome         | Sebastian Kluckert       |
| Raymond Santana              | Marquis Rodriguez      | David Turba              |
| Raymond Santana (erwachsen)  | Freddy Miyares         | Jannik Endemann          |
| Linda McCray                 | Marsha Stephanie Blake | Schaukje Könning         |
| Angie Richardson             | Kylie Bunbury          | Nora Kunzendorf          |
| Sharonne Salaam              | Aunjanue Ellis         | Sabine Arnhold           |
| Elizabeth Lederer            | Vera Farmiga           | Claudia Urbschat-Mingues |
| Linda Fairstein              | Felicity Huffman       | Victoria Sturm           |
| Raymond Santana Sr.          | John Leguizamo         | Florian Halm             |
| Delores Wise                 | Niecy Nash             | Almut Zydra              |
| Bobby McCray                 | Michael K. Williams    | Oliver Stritzel          |

### Nebendarsteller
| Rollenname           | Schauspieler         | Synchronsprecher         |
| -------------------- | -------------------- | ------------------------ |
| Elombe Brath         | Omar Dorsey          | Bernd Egger              |
| Grace Cuffe          | Suzzanne Douglas     | Dana Friedrich           |
| Peter Rivera         | Christopher Jackson  | Victor Neumann           |
| Mickey Joseph        | Joshua Jackson       | Michael Iwannek          |
| Nancy Ryan           | Famke Janssen        | Christin Marquitan       |
| Nomsa Brath          | Adepero Oduye        | Anne Düe                 |
| Tanya                | Aurora Perrineau     | Vera Bunk                |
| Lisa                 | Storm Reid           | Derya Flechtner          |
| Michael Sheehan      | William Sadler       | Klaus-Dieter Klebsch     |
| Bobby Burns          | Blair Underwood      | Charles Rettinghaus      |
| Robert M. Morgenthau | Len Cariou           | Friedrich Georg Beckhaus |
| Colin Moore          | Chukwudi Iwuji       | Christoph Banken         |
| Detective Gonzalez   | Frank Pando          |                          |
| Trisha Meili         | Alexandra Templer    | Cornelia Waibel          |
| Howard Diller        | Allan Greenberg      |                          |
| Marci Wise           | Isis King            | Christian Zeiger         |
| Officer Roberts      | Logan Marshall-Green | Jaron Löwenberg          |
| Manuel Santana       | Gary Perez           | Matthias Klages          |
| Elena                | Dascha Polanco       |                          |
| Matias Reyes         | Reece Noi            | Nicolas Rathod           |
| Adelle               | Joaquina Kalukango   | Katharina Spiering       |

## Episodenliste
| Nr.                                                                                     | Deutscher Titel | Originaltitel | Regie        | Drehbuch                                                                        |
| --------------------------------------------------------------------------------------- | --------------- | ------------- | ------------ | ------------------------------------------------------------------------------- |
| 1                                                                                       | Teil 1          | Part One      | Ava DuVernay | Ava DuVernay, Julian Breece & Robin Swicord Idee : Ava DuVernay & Julian Breece |
| 2                                                                                       | Teil 2          | Part Two      | Ava DuVernay | Ava DuVernay, Julian Breece & Attica Locke Idee : Ava DuVernay & Julian Breece  |
| 3                                                                                       | Teil 3          | Part Three    | Ava DuVernay | Ava DuVernay & Robin Swicord Idee : Ava DuVernay                                |
| 4                                                                                       | Teil 4          | Part Four     | Ava DuVernay | Ava DuVernay & Michael Starrbury Idee : Ava DuVernay                            |
| Am 31. Mai 2019 wurden alle Folgen der Staffel gleichzeitig bei Netflix veröffentlicht. |                 |               |              |                                                                                 |

## Rezeption

### Kritiken und Abrufzahlen
Die Serie wurde von Kritikern mehrheitlich sehr wohlwollend aufgenommen. Auf der Seite Rotten Tomatoes hält sie einen Zustimmungswert von 96 Prozent bei 70 Kritiken. Auf der Aggregatorseite Metacritic erhielt die Serie einen Wert von 87/100 und wird in der Kategorie „universal acclaim“ (zu deutsch „generelle Anerkennung“) geführt.
Vanessa Schneider von Puls, dem Jugendkanal des Bayerischen Rundfunks, schreibt, in den vier Folgen sehe man die Tatnacht, die brutalen Verhöre, die Verurteilungen vor Gericht und die Reaktion der Medien. Neben der Zeit im Gefängnis zeige Ava DuVernay aber auch viele intime Momente, zum Beispiel als die Männer nach der Entlassung versuchen, in ein normales Leben zurückzukehren. When They See Us sei eine anstrengende Serie, so Schneider. Es handele sich nicht um True-Crime-Entertainment, mit dem man sich in unserer heilen Welt kurz gruseln kann, die Serie sei vielmehr ein politisches Statement, die Rehabilitierung der heute entlasteten Männer und ein Kampfschrei für Gerechtigkeit: "Für mich ist When They See Us nicht die beste, aber die wichtigste Serie des Jahres."
Brigitte Theiß vom Standard bemerkt, DuVernay würde die Geschichte von rassistischer Vorverurteilung und Klassenjustiz nicht als Gerichtsdrama inszenieren, vielmehr richte sie den Fokus auf das persönliche Schicksal der fünf Jungen, deren Kindheit über Nacht in den Mühlen der US-Justiz endet. Dass diese Strategie aufgeht und When They See Us dadurch nichts an politischer Brisanz einbüße, sei nicht zuletzt den Darstellen zu verdanken, allen voran Jharrel Jerome. Wenn Korey von Schweiß durchnässt am Zellenboden kauert und in Gedanken mit seiner Schwester spricht, führe Jerome die Zuschauer bis an die Schmerzgrenze und mache wie auch schon im Oscar-prämierten Film Moonlight mit viel Fingerspitzengefühl verletzliche Facetten brutalisierter Männlichkeit sichtbar, so Theiß.

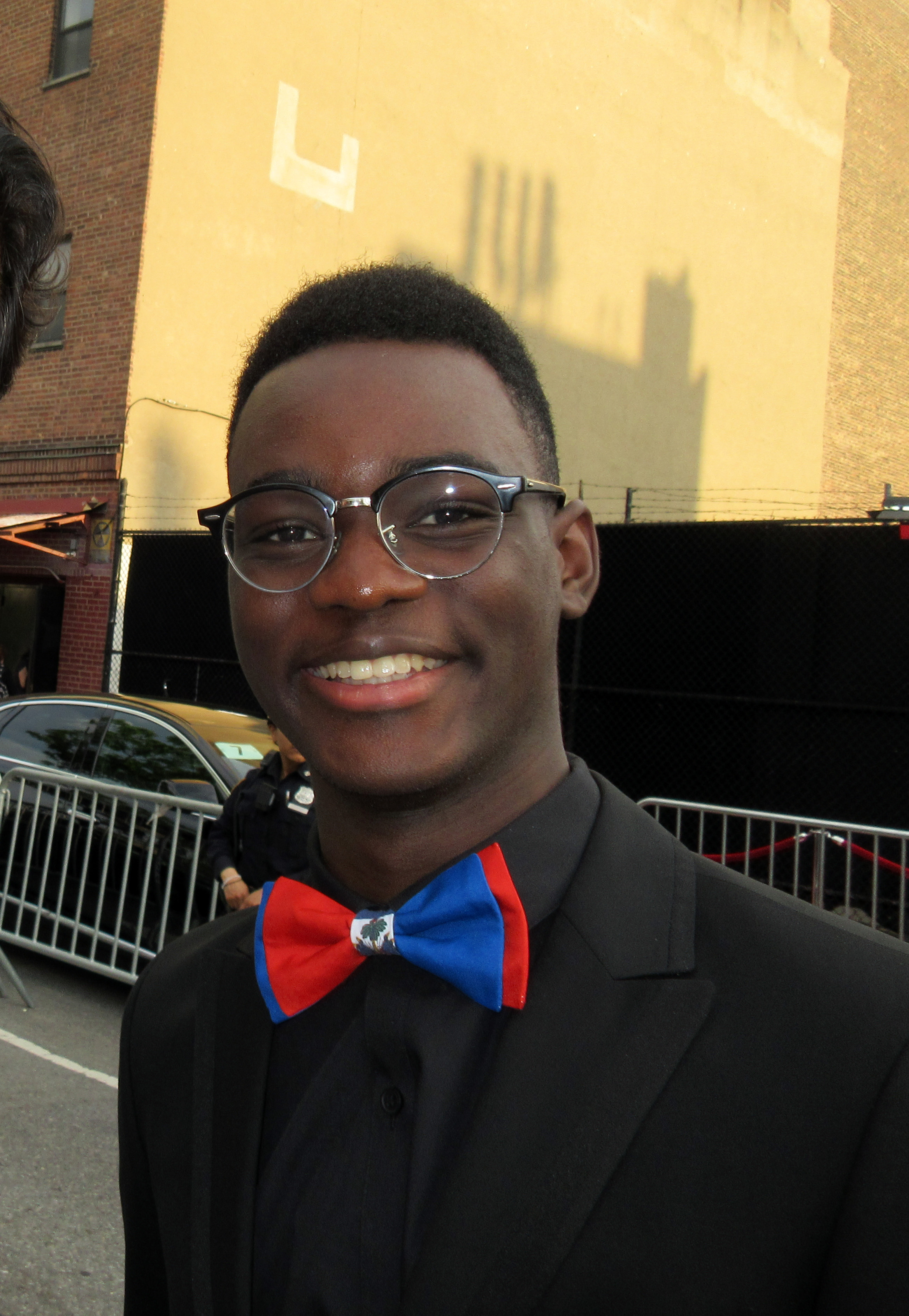
Ethan Herisse spielt in der Serie Yusef Salaam

Lucy Mangan von der britischen Tageszeitung The Guardian urteilte über die Serie: „Die Darbietungen, sowohl der jungen Schauspieler als auch der erfahreneren, sind durchweg erstaunlich – besonders die der fünf zentralen Figuren, Asante Blackk, Caleel Harris, Ethan Herisse, Marquis Rodriguez und Jharrel Jerome, von denen die meisten kaum älter sind als die Jugendlichen, die sie spielen. Sie fangen die allumfassende Unschuld von Kindern ein, und die Endgültigkeit von Verlust. Es fühlt sich wie ein großes Privileg an, ihnen zuzusehen.“
Florian Schmid von Neues Deutschland schrieb, When They See Us zeige das Funktionieren einer rassistischen Klassenjustiz, wie sie der eine oder andere Zuschauer hierzulande schon in anderen Filmen gesehen hat. Nur sei dies keine fiktive Geschichte, was auch eingestreute Dokumentarschnipsel klarmachten. Die Miniserie unterstreiche, wie grundlegend die dortigen Debatten um Rassismus sind, und könne auf diese Weise auch für die Belange der Bewegung Black Lives Matter sensibilisieren, so Schmid. Zudem zeige die Serie, wie sehr rassistische und klassistische Repressionsmechanismen von Polizei und Justiz das Leben der fünf geprägt und ihre Jugend zerstört hätten.
Viola Schenz von der Neuen Zürcher Zeitung findet, man könne der Serie vorwerfen, dass sie bisweilen sentimental gerate und dass die Familien der fünf zu moralisch und heldenhaft agierten und bemerkt: „Die Jungs waren wohl nicht gänzlich unschuldig; sie hatten sich an jenem Schicksalsabend zwei Dutzend Jugendlichen aus Harlem angeschlossen, die in den Central Park zogen, um dort Jogger, Radfahrer, Spaziergänger zu jagen, anzugreifen, auszurauben. Dieses 'Wilding' machte seinerzeit den Park zu einer No-go-Zone, und dieser Aspekt kommt in der Serie zu kurz.“
Bis 17. Juli 2019 hatten rund 25 Millionen Abonnenten When They See Us bei Netflix gesehen.

### Auszeichnungen
Vom American Film Institute wurde When They See Us in die Top 10 der besten Serien 2019 aufgenommen. Im Folgenden eine Auswahl weiterer Auszeichnungen und Nominierungen.
British Academy Television Awards 2020
- Auszeichnung in der Kategorie Best International Programme

Camerimage 2019
- Nominierung im TV Pilots Competition (Bradford Young)[11]

Eddie Awards 2020
- Nominierung in der Kategorie Mini-Series or Motion Picture for Television („Part 1“, Terilyn A. Shropshire)[12]

GLAAD Media Awards 2020
- Nominierung als Beste limitierte Serie[13]

Gotham Awards 2019
- Auszeichnung in der Kategorie Breakthrough Series – Long Format[14]

Hollywood Music in Media Awards 2019
- Auszeichnung für die Beste Musik – Serie (Kris Bowers)[15]

NAACP Image Awards 2020
- Nominierung als Bester Fernsehfilm oder Miniserie
- Nominierung als Bester Darsteller – Fernsehfilm/Miniserie (Caleel Harris)
- Nominierung als Bester Darsteller – Fernsehfilm/Miniserie (Ethan Henru Herisse)
- Nominierung als Bester Darsteller – Fernsehfilm/Miniserie (Jharrel Jerome)
- Nominierung als Beste Darstellerin – Fernsehfilm/Miniserie (Aunjanue Ellis)
- Nominierung als Beste Darstellerin – Fernsehfilm/Miniserie (Niecy Nash)
- Nominierung in der Kategorie Performance by a Youth (Series, Special, Television Movie or Limited-Series) (Caleel Harris)
- Nominierung in der Kategorie Writing in a Drama Series (Ava DuVernay und Michael Starrbury)
- Nominierung in der Kategorie Directing in a Drama Series (Ava DuVernay)[16]

Primetime-Emmy-Verleihung 2019

Im Rahmen der Primetime-Emmy-Verleihung 2019 erhielt die Miniserie 16 Nominierungen.
- Nominierung als Beste Miniserie
- Auszeichnung als Bester Hauptdarsteller – Miniserie oder Fernsehfilm (Jharrel Jerome)
- Nominierung als Beste Hauptdarstellerin – Miniserie oder Fernsehfilm (Aunjanue Ellis)
- Nominierung als Beste Hauptdarstellerin – Miniserie oder Fernsehfilm (Niecy Nash)
- Nominierung als Bester Nebendarsteller – Miniserie oder Fernsehfilm (Asante Blackk)
- Nominierung als Bester Nebendarsteller – Miniserie oder Fernsehfilm (John Leguizamo)
- Nominierung als Bester Nebendarsteller – Miniserie oder Fernsehfilm (Michael K. Williams)
- Nominierung als Beste Nebendarstellerin – Miniserie oder Fernsehfilm (Marsha Stephanie Blake)
- Nominierung als Beste Nebendarstellerin – Miniserie oder Fernsehfilm (Vera Farmiga)
- Nominierung in der Kategorie Directing for a Limited Series, Movie or a Dramatic Special (Ava DuVernay)
- Nominierung in der Kategorie Writing for a Limited Series, Movie or a Dramatic Special (Ava DuVernay und Michael Starrbury, Part Four)
- Nominierung in der Kategorie Casting for a Limited Series, Movie or Special (Aisha Coley, Billy Hopkins und Ashley Ingram)
- Nominierung in der Kategorie Cinematography for a Limited Series or Movie (Bradford Young, Part One)
- Nominierung in der Kategorie Original Dramatic Score (Kris Bowers, Part Two)
- Nominierung in der Kategorie Sound Editing for a Limited Series, Movie or Special
- Nominierung in der Kategorie Sound Mixing for a Limited Series or Movie (Joe DeAngelis, Chris Carpenter und Jan McLaughlin)

Producers Guild of America Awards 2020
- Nominierung als Beste Miniserie[17]

Screen Actors Guild Awards 2020
- Nominierung als Bester Darsteller in einem Fernsehfilm oder einer Miniserie (Jharrel Jerome)

Society of Composers & Lyricists Awards 2020
- Nominierung in der Kategorie Original Score for a Television or Streaming Production (Kris Bowers)[18]

World Soundtrack Awards 2019
- Nominierung als Bester TV-Komponist des Jahres (Kris Bowers)[19]